# Tez Cadey
Tez Cadey, pseudonimo di Malo Brisout de Barneville (Morristown, 3 agosto 1993), è un disc jockey, produttore discografico e paroliere statunitense di origini francesi.
È noto principalmente per il singolo Seve, uscito nel 2015.

## Carriera
Nato a nel New Jersey da padre francese e madre cambogiana, il giovane Malo inizia a suonare già in giovane età piano e chitarra. All'età di sedici anni inizia a produrre e a postare online i suoi primi remix e inediti.
Nel 2014 pubblica il suo primo EP, "Seve". L'EP riceve talmente attenzione da venire rimosso e ripubblicato con Ultra Music nel 2015.

## Discografia

### Album
- 2015 : Walls EP[3]
- 2018 : Lizard Days[4]
- 2021 : No Place I Call Home[5]